# Iván Valenciano
Iván René Valenciano Pérez (Barranquilla, 18 marzo 1972) è un ex calciatore colombiano, di ruolo attaccante.

## Carriera

### Club
È noto in Italia soprattutto per la sua parentesi con la maglia dell'Atalanta, durante la stagione 1992-1993. Nel corso della sua carriera, ha giocato anche per il Deportivo Veracruz, Monarcas Morelia, Independiente Medellín, Deportivo Cali, Deportes Quindío, Olmedo, Gama, Millonarios e Atlético Junior, squadra che era stata il suo club d'esordio e con la quale ha chiuso la carriera. Con 168 gol segnati in partite ufficiali è il miglior marcatore della storia del Junior Barranquilla.

### Nazionale
Ha partecipato al Campionato mondiale di calcio Under-20 1989 ed ai Giochi Olimpici del 1992.
Ha anche partecipato con la Nazionale colombiana alla Coppa del Mondo 1994.

## Statistiche

### Cronologia presenze e reti in nazionale
| Cronologia completa delle presenze e delle reti in nazionale ― Colombia | Cronologia completa delle presenze e delle reti in nazionale ― Colombia | Cronologia completa delle presenze e delle reti in nazionale ― Colombia | Cronologia completa delle presenze e delle reti in nazionale ― Colombia | Cronologia completa delle presenze e delle reti in nazionale ― Colombia | Cronologia completa delle presenze e delle reti in nazionale ― Colombia | Cronologia completa delle presenze e delle reti in nazionale ― Colombia | Cronologia completa delle presenze e delle reti in nazionale ― Colombia |
| Data                                                                    | Città                                                                   | In casa                                                                 | Risultato                                                               | Ospiti                                                                  | Competizione                                                            | Reti                                                                    | Note                                                                    |
| ----------------------------------------------------------------------- | ----------------------------------------------------------------------- | ----------------------------------------------------------------------- | ----------------------------------------------------------------------- | ----------------------------------------------------------------------- | ----------------------------------------------------------------------- | ----------------------------------------------------------------------- | ----------------------------------------------------------------------- |
| 15-7-1991                                                               | Viña del Mar                                                            | Uruguay                                                                 | 1 – 0                                                                   | Colombia                                                                | Coppa America 1991 - 1º turno                                           | -                                                                       | 78’                                                                     |
| 17-7-1991                                                               | Santiago del Cile                                                       | Cile                                                                    | 1 – 1                                                                   | Colombia                                                                | Coppa America 1991 - Girone finale                                      | -                                                                       | 57’                                                                     |
| 21-7-1991                                                               | Santiago del Cile                                                       | Argentina                                                               | 2 – 1                                                                   | Colombia                                                                | Coppa America 1991 - Girone finale                                      | -                                                                       | 46’                                                                     |
| 1-8-1993                                                                | Barranquilla                                                            | Colombia                                                                | 0 – 0                                                                   | Paraguay                                                                | Qual. Mondiali 1994                                                     | -                                                                       | 67’                                                                     |
| 15-8-1993                                                               | Barranquilla                                                            | Colombia                                                                | 2 – 1                                                                   | Argentina                                                               | Qual. Mondiali 1994                                                     | 1                                                                       | 76’                                                                     |
| 22-8-1993                                                               | Asunción                                                                | Paraguay                                                                | 1 – 1                                                                   | Colombia                                                                | Qual. Mondiali 1994                                                     | -                                                                       | 76’                                                                     |
| 29-8-1993                                                               | Barranquilla                                                            | Colombia                                                                | 4 – 0                                                                   | Perù                                                                    | Qual. Mondiali 1994                                                     | 1                                                                       |                                                                         |
| 28-1-1994                                                               | Barinas                                                                 | Venezuela                                                               | 1 – 2                                                                   | Colombia                                                                | Amichevole                                                              | 1                                                                       |                                                                         |
| 6-2-1994                                                                | Gedda                                                                   | Arabia Saudita                                                          | 1 – 1                                                                   | Colombia                                                                | Amichevole                                                              | 1                                                                       | 77’                                                                     |
| 9-2-1994                                                                | Gedda                                                                   | Arabia Saudita                                                          | 0 – 1                                                                   | Colombia                                                                | Amichevole                                                              | -                                                                       |                                                                         |
| 18-2-1994                                                               | Miami                                                                   | Colombia                                                                | 0 – 0                                                                   | Svezia                                                                  | Joe Robbie Cup                                                          | -                                                                       | 46’                                                                     |
| 20-2-1994                                                               | Miami                                                                   | Colombia                                                                | 2 – 0                                                                   | Bolivia                                                                 | Joe Robbie Cup                                                          | -                                                                       | 46’                                                                     |
| 26-2-1994                                                               | Los Angeles                                                             | Colombia                                                                | 2 – 2                                                                   | Corea del Sud                                                           | Amichevole                                                              | -                                                                       | 46’                                                                     |
| 3-5-1994                                                                | Miami                                                                   | Colombia                                                                | 1 – 0                                                                   | Perù                                                                    | Miami Cup 1994 - Semifinale                                             | -                                                                       | 46’                                                                     |
| 5-5-1994                                                                | Miami                                                                   | Colombia                                                                | 3 – 0                                                                   | El Salvador                                                             | Miami Cup 1994 - Finale                                                 | 1                                                                       | 57’                                                                     |
| 23-6-1994                                                               | Pasadena                                                                | Stati Uniti                                                             | 2 – 1                                                                   | Colombia                                                                | Mondiali 1994 - 1º turno                                                | -                                                                       | 46’                                                                     |
| 6-9-1995                                                                | Londra                                                                  | Inghilterra                                                             | 0 – 0                                                                   | Colombia                                                                | Amichevole                                                              | -                                                                       | Ammonizione                                                             |
| 11-10-1995                                                              | Buenos Aires                                                            | Argentina                                                               | 0 – 0                                                                   | Colombia                                                                | Amichevole                                                              | -                                                                       | 46’                                                                     |
| 30-11-1995                                                              | Los Angeles                                                             | Messico                                                                 | 2 – 2                                                                   | Colombia                                                                | Amichevole                                                              | 1                                                                       |                                                                         |
| 6-3-1996                                                                | Miami                                                                   | Colombia                                                                | 2 – 1                                                                   | Honduras                                                                | Amichevole                                                              | 2                                                                       |                                                                         |
| 24-4-1996                                                               | Barranquilla                                                            | Colombia                                                                | 1 – 0                                                                   | Paraguay                                                                | Qual. Mondiali 1998                                                     | -                                                                       | 73’                                                                     |
| 29-5-1996                                                               | Miami                                                                   | Colombia                                                                | 1 – 0                                                                   | Scozia                                                                  | Amichevole                                                              | -                                                                       |                                                                         |
| 15-12-1996                                                              | San Cristóbal                                                           | Venezuela                                                               | 0 – 2                                                                   | Colombia                                                                | Qual. Mondiali 1998                                                     | 1                                                                       | 65’                                                                     |
| 12-2-1997                                                               | Barranquilla                                                            | Colombia                                                                | 0 – 1                                                                   | Argentina                                                               | Qual. Mondiali 1998                                                     | -                                                                       |                                                                         |
| 8-9-1999                                                                | Miami                                                                   | Trinidad e Tobago                                                       | 4 – 3                                                                   | Colombia                                                                | Amichevole                                                              | 3                                                                       | 78’                                                                     |
| 27-5-2000                                                               | East Rutherford                                                         | Colombia                                                                | 3 – 0                                                                   | Giamaica                                                                | Amichevole                                                              | -                                                                       | 63’                                                                     |
| 4-6-2000                                                                | Bogotà                                                                  | Colombia                                                                | 3 – 0                                                                   | Venezuela                                                               | Qual. Mondiali 2002                                                     | 1                                                                       | 81’                                                                     |
| 29-6-2000                                                               | Bogotà                                                                  | Colombia                                                                | 1 – 3                                                                   | Argentina                                                               | Qual. Mondiali 2002                                                     | -                                                                       | 57’                                                                     |
| 19-7-2000                                                               | Lima                                                                    | Perù                                                                    | 0 – 1                                                                   | Colombia                                                                | Qual. Mondiali 2002                                                     | -                                                                       | 46’                                                                     |
| Totale                                                                  |                                                                         | Presenze                                                                | 29                                                                      |                                                                         | Reti                                                                    | 13                                                                      |                                                                         |

| Cronologia completa delle presenze e delle reti in nazionale ― Colombia olimpica | Cronologia completa delle presenze e delle reti in nazionale ― Colombia olimpica | Cronologia completa delle presenze e delle reti in nazionale ― Colombia olimpica | Cronologia completa delle presenze e delle reti in nazionale ― Colombia olimpica | Cronologia completa delle presenze e delle reti in nazionale ― Colombia olimpica | Cronologia completa delle presenze e delle reti in nazionale ― Colombia olimpica | Cronologia completa delle presenze e delle reti in nazionale ― Colombia olimpica | Cronologia completa delle presenze e delle reti in nazionale ― Colombia olimpica |
| Data                                                                             | Città                                                                            | In casa                                                                          | Risultato                                                                        | Ospiti                                                                           | Competizione                                                                     | Reti                                                                             | Note                                                                             |
| -------------------------------------------------------------------------------- | -------------------------------------------------------------------------------- | -------------------------------------------------------------------------------- | -------------------------------------------------------------------------------- | -------------------------------------------------------------------------------- | -------------------------------------------------------------------------------- | -------------------------------------------------------------------------------- | -------------------------------------------------------------------------------- |
| 24-7-1992                                                                        | Valencia                                                                         | Spagna olimpica                                                                  | 4 – 0                                                                            | Colombia olimpica                                                                | Olimpiadi 1992 - 1º turno                                                        | -                                                                                | 18’                                                                              |
| Totale                                                                           |                                                                                  | Presenze                                                                         | 1                                                                                |                                                                                  | Reti                                                                             | 0                                                                                |                                                                                  |

| Cronologia completa delle presenze e delle reti in nazionale ― Colombia under 20 | Cronologia completa delle presenze e delle reti in nazionale ― Colombia under 20 | Cronologia completa delle presenze e delle reti in nazionale ― Colombia under 20 | Cronologia completa delle presenze e delle reti in nazionale ― Colombia under 20 | Cronologia completa delle presenze e delle reti in nazionale ― Colombia under 20 | Cronologia completa delle presenze e delle reti in nazionale ― Colombia under 20 | Cronologia completa delle presenze e delle reti in nazionale ― Colombia under 20 | Cronologia completa delle presenze e delle reti in nazionale ― Colombia under 20 |
| Data                                                                             | Città                                                                            | In casa                                                                          | Risultato                                                                        | Ospiti                                                                           | Competizione                                                                     | Reti                                                                             | Note                                                                             |
| -------------------------------------------------------------------------------- | -------------------------------------------------------------------------------- | -------------------------------------------------------------------------------- | -------------------------------------------------------------------------------- | -------------------------------------------------------------------------------- | -------------------------------------------------------------------------------- | -------------------------------------------------------------------------------- | -------------------------------------------------------------------------------- |
| 17-2-1989                                                                        | Dammam                                                                           | Costa Rica under 20                                                              | 1 – 0                                                                            | Colombia under 20                                                                | Mondiali Under-20 1989 - 1º turno                                                | -                                                                                | 61’                                                                              |
| 22-2-1989                                                                        | Dammam                                                                           | Colombia under 20                                                                | 1 – 3                                                                            | Unione Sovietica under 20                                                        | Mondiali Under-20 1989 - 1º turno                                                | -                                                                                | 46’                                                                              |
| Totale                                                                           |                                                                                  | Presenze                                                                         | 2                                                                                |                                                                                  | Reti                                                                             | 0                                                                                |                                                                                  |

## Palmarès

### Club

#### Competizioni nazionali
- Campionato colombiano: 2

Junior Barranquilla: 1993, 1995

### Individuale
- Capocannoniere del campionato colombiano: 3